# Kleine wrattenbijter
De kleine wrattenbijter (Gampsocleis glabra) is een rechtvleugelig insect uit de familie sabelsprinkhanen (Tettigoniidae), onderfamilie Tettigoniinae.

## Kenmerken
Mannetjes bereiken een lengte van 22 tot 27 millimeter, de vrouwtjes zijn 20 tot 26 mm lang. De lichaamskleur is groen met duidelijke en onregelmatige donkere en lichte vlekken. De onderzijde van het halsschild is wit omzoomd. De mannetjes hebben korte, driehoekige cerci, die kleine tandjes hebben aan buitenranden. Het vrouwtje is te herkennen aan de lange en nauwelijks gebogen legboor die schuin eindigt. Er zijn zowel normaal gevleugelde exemplaren waarbij de vleugels tot de achterlijfspunt reiken als langgevleugelde dieren waarbij de vleugels duidelijk uitsteken. De dijen van de achterpoten hebben twee zwarte lengtestrepen.

### Onderscheid met andere soorten
De kleine wrattenbijter is alleen te verwarren met de wrattenbijter, die echter duidelijk groter wordt. Bovendien ontbreekt de lichte rand van het halsschild bij de wrattenbijter wat een duidelijk onderscheid is.

## Verspreiding en habitat
De kleine wrattenbijter is een Zuid-Europese soort die zeer zeldzaam is in westelijk Europa en in Nederland alleen voorkomt op de Veluwe. In oostelijk België, Limburg en Luxemburg is de soort uitgestorven. In noordelijk Frankrijk en Duitsland komen nog enkele zeer geïsoleerde populaties voor. In landen rond de Balkan is de sprinkhaan algemener. De habitat bestaat uit droge heide en steppen met enige begroeiing en zanderige plaatsen voor de afzet van de eitjes.

## Levenswijze
De kleine wrattenbijter eet voornamelijk andere insecten die in planten leven. De volwassen exemplaren zijn actief gedurende de maanden juli tot september, de mannetjes laten zich vooral horen tussen elf uur 's ochtends en zeven uur in de namiddag. Het geluid bestaat uit een lange ratel die minutenlang kan duren en tientallen meters ver draagt. Hierdoor is de soort gemakkelijk te inventariseren, de mannetjes zingen echter alleen in de volle zon.